# Torredeita
Torredeita é uma vila portuguesa que foi sede da extinta Freguesia de Torredeita do Município de Viseu, freguesia com 15,72 km² de área e 1 555 habitantes (2011), tendo, por isso,  uma densidade populacional de 98,9 hab/km².
Em 2013, no âmbito da Lei n.º 11-A/2013, a freguesia foi extinta e inserida na União das Freguesias de Boa Aldeia, Farminhão e Torredeita da qual é sede.
A povoação de Torredeita foi elevada à categoria de vila em 1999.
Torredeita é uma das povoações mais conhecidas do Município de Viseu devido à sua prestigiada Escola Profissional de Torredeita.

## População
| População da freguesia de Torredeita | População da freguesia de Torredeita | População da freguesia de Torredeita | População da freguesia de Torredeita | População da freguesia de Torredeita | População da freguesia de Torredeita | População da freguesia de Torredeita | População da freguesia de Torredeita | População da freguesia de Torredeita | População da freguesia de Torredeita | População da freguesia de Torredeita | População da freguesia de Torredeita | População da freguesia de Torredeita | População da freguesia de Torredeita | População da freguesia de Torredeita |
| ------------------------------------ | ------------------------------------ | ------------------------------------ | ------------------------------------ | ------------------------------------ | ------------------------------------ | ------------------------------------ | ------------------------------------ | ------------------------------------ | ------------------------------------ | ------------------------------------ | ------------------------------------ | ------------------------------------ | ------------------------------------ | ------------------------------------ |
| 1864                                 | 1878                                 | 1890                                 | 1900                                 | 1911                                 | 1920                                 | 1930                                 | 1940                                 | 1950                                 | 1960                                 | 1970                                 | 1981                                 | 1991                                 | 2001                                 | 2011                                 |
| 1 983                                | 2 044                                | 2 032                                | 1 974                                | 1 934                                | 1 902                                | 1 974                                | 2 119                                | 2 248                                | 2 108                                | 1 723                                | 1 779                                | 1 593                                | 1 451                                | 1 555                                |

## Património
- Igreja Paroquial na Póvoa da Igreja;
- Capela de Nossa Senhora do Ribeiro;
- Capela de São Romão, em Vila Chã;
- Capela de São Pedro, em Rontar;
- Capela de Santo António, da Várzea;
- Capela de São João, no Casal de Escouras;
- Capela de Santo Estevão, de Escouras;
- Capela de Santa Marinha, de Magarelas;
- Capela de Nossa Senhora do Livramento.

## Cultura
- Ecomuseu Torredeita